# Serrat de Guardiola (Coll de Nargó)
El Serrat de Guardiola és una serra situada al municipi de Coll de Nargó, a la comarca de l'Alt Urgell, amb una elevació màxima de 1.620 metres.